# Середньодеражнянська сільська рада
Середньодеражнянська сільська рада (Середньо-Деражнянська сільська рада) — колишня адміністративно-територіальна одиниця та орган місцевого самоврядування у Ярунському і Новоград-Волинському районах Волинської округи, Київської й Житомирської областей Української РСР та України з адміністративним центром у с. Середня Деражня.

## Населені пункти
Сільській раді підпорядковувалися населені пункти:
- с. Середня Деражня
- с. Велика Деражня

## Населення
Відповідно до результатів перепису населення СРСР, кількість населення ради станом на 12 січня 1989 року становила 815 осіб.
Станом на 5 грудня 2001 року, відповідно до перепису населення України, кількість мешканців сільської ради становила 726 осіб.

## Склад ради
Рада складалася з 12 депутатів та голови.

### Керівний склад сільської ради
| ПІБ                            | Основні відомості                                                         | Дата обрання | Дата звільнення |
| ------------------------------ | ------------------------------------------------------------------------- | ------------ | --------------- |
| Мельничук Анатолій Миколайович | Сільський голова, 1956 року народження, освіта, безпартійний              | 26.03.2006   | 31.10.2010      |
| Мельничук Анатолій Миколайович | Сільський голова, 1956 року народження, освіта вища, член народної партії | 31.10.2010   |                 |

Примітка: таблиця складена за даними джерела

## Історія
Створена 28 вересня 1925 року в складі сіл Велика Деражня, Середня Деражня та хутора Слобідка-Дераженська, внаслідок перенесення до с. Середня Деражня адміністративного центру Великодеражнянської сільської ради Ярунського району. 27 жовтня 1926 року с. Велика Деражня та х. Слобідка-Дераженська (згодом — Слобідка) передані до складу відновленої Великодеражнянської сільської ради Ярунського району.
Станом на 1 вересня 1946 року сільська рада входила до складу Ярунського району Житомирської області, на обліку в раді перебувало с. Середня Деражня.
11 серпня 1954 року, відповідно до указу Президії Верховної ради Української РСР «Про укрупнення сільських рад по Житомирській області», підпорядковано с. Велика Деражня та х. Слобідка ліквідованої Великодеражнянської сільської ради Ярунського району. 5 березня 1959 року, відповідно до рішення Житомирського облвиконкому № 161 «Про ліквідацію та зміну адміністративно-територіального поділу окремих рад області», до складу ради включено с. Крайня Деражня Токарівської сільської ради Новоград-Волинського району. 29 червня 1960 року, відповідно до рішення Житомирського облвиконкому № 683 «Про об'єднання деяких населених пунктів в районах області», х. Слобідка об'єднано із с. Велика Деражня.
На 1 січня 1972 року сільська рада входила до складу Новоград-Волинського району Житомирської області, на обліку в раді перебували села Велика Деражня, Крайня Деражня та Середня Деражня.
17 січня 1977 року, відповідно до рішення Житомирського облвиконкому № 24 «Про питання адміністративно-територіального поділу окремих районів області», підпорядковано с. Косенів Токарівської сільської ради. 4 березня 1993 року, відповідно до рішення Житомирської обласної ради «Про внесення змін в адміністративно-територіальний устрій окремих районів», села Косенів та Крайня Деражня передані до складу відновленої Косенівської сільської ради Новоград-Волинського району.
7 серпня 2017 року територію та населені пункти ради включено до складу новоутвореної Піщівської сільської територіальної громади Новоград-Волинського району Житомирської області.
Входила до складу Ярунського (28.09.1925 р.) та Новоград-Волинського (4.06.1958 р.) районів.